# Copa da Ásia de Futebol Feminino de 1999
A Copa da Ásia de Futebol Feminino de 1999 foi uma competição organizada pela Confederação Asiática de Futebol (AFC) entre 7 e 21 de Novembro. Sendo a 12ª edição do torneio.

## Selecções qualificadas
| - Coreia do Norte - Taipé Chinês - Vietnã - Índia - Malásia | - China (defensoras do título) - Coreia do Sul - Cazaquistão - Guam - Hong Kong | - Japão - Uzbequistão - Tailândia - Filipinas (anfitrãs) - Nepal |

## Formato do torneio
As quinze equipas qualificadas foram divididas em três grupos de cinco equipas. Para as fases finais passavam as vencedores de cada um dos grupos e a melhor segundo classificada.

## Fase de grupos

### Grupo A
| Selecção        | J | V | E | D | GM | GS | Pts |
| --------------- | - | - | - | - | -- | -- | --- |
| Coreia do Norte | 4 | 3 | 1 | 0 | 25 | 3  | 10  |
| Taipé Chinês    | 4 | 3 | 1 | 0 | 23 | 2  | 10  |
| Vietnã          | 4 | 2 | 0 | 2 | 9  | 16 | 6   |
| Índia           | 4 | 1 | 0 | 3 | 3  | 12 | 3   |
| Malásia         | 4 | 0 | 0 | 4 | 1  | 28 | 0   |

| 7 de Novembro de 1999 | Coreia do Norte | 7 – 0 | Índia | Iloilo |
|                       |                 |       |       |        |

| 7 de Novembro de 1999 | Taipé Chinês | 16 – 0 | Malásia | Iloilo |
|                       |              |        |         |        |

| 9 de Novembro de 1999 | Vietnã | 1 – 12 | Coreia do Norte | Iloilo |
|                       |        |        |                 |        |

| 9 de Novembro de 1999 | Índia | 3 – 0 | Malásia | Iloilo |
|                       |       |       |         |        |

| 11 de Novembro de 1999 | Malásia | 1 – 5 | Coreia do Norte | Iloilo |
|                        |         |       |                 |        |

| 11 de Novembro de 1999 | Taipé Chinês | 4 – 1 | Vietnã | Iloilo |
|                        |              |       |        |        |

| 13 de Novembro de 1999 | Taipé Chinês | 1 – 1 | Coreia do Norte | Iloilo |
|                        |              |       |                 |        |

| 13 de Novembro de 1999 | Índia | 0 – 3 | Vietnã | Iloilo |
|                        |       |       |        |        |

| 15 de Novembro de 1999 | Vietnã | 4 – 0 | Malásia | Iloilo |
|                        |        |       |         |        |

| 15 de Novembro de 1999 | Taipé Chinês | 2 – 0 | Índia | Iloilo |
|                        |              |       |       |        |

### Grupo B
| Selecção      | J | V | E | D | GM | GS | Pts |
| ------------- | - | - | - | - | -- | -- | --- |
| China         | 4 | 4 | 0 | 0 | 41 | 2  | 12  |
| Coreia do Sul | 4 | 3 | 0 | 1 | 30 | 5  | 9   |
| Cazaquistão   | 4 | 2 | 0 | 2 | 16 | 15 | 6   |
| Guam          | 4 | 1 | 0 | 3 | 2  | 31 | 3   |
| Hong Kong     | 4 | 0 | 0 | 4 | 0  | 36 | 0   |

| 7 de Novembro de 1999 | China | 5 – 2 | Coreia do Sul | Panaad Stadium, Bacólod |
|                       |       |       |               |                         |

| 7 de Novembro de 1999 | Hong Kong | 0 – 8 | Cazaquistão | Panaad Stadium, Bacólod |
|                       |           |       |             |                         |

| 9 de Novembro de 1999 | Guam | 0 – 15 | China | Panaad Stadium, Bacólod |
|                       |      |        |       |                         |

| 9 de Novembro de 1999 | Coreia do Sul | 6 – 0 | Cazaquistão | Panaad Stadium, Bacólod |
|                       |               |       |             |                         |

| 11 de Novembro de 1999 | Cazaquistão | 0 – 9 | China | Panaad Stadium, Bacólod |
|                        |             |       |       |                         |

| 11 de Novembro de 1999 | Hong Kong | 0 – 2 | Guam | Panaad Stadium, Bacólod |
|                        |           |       |      |                         |

| 13 de Novembro de 1999 | Hong Kong | 0 – 12 | China | Panaad Stadium, Bacólod |
|                        |           |        |       |                         |

| 13 de Novembro de 1999 | Coreia do Sul | 8 – 0 | Guam | Panaad Stadium, Bacólod |
|                        |               |       |      |                         |

| 15 de Novembro de 1999 | Guam | 0 – 8 | Cazaquistão | Panaad Stadium, Bacólod |
|                        |      |       |             |                         |

| 15 de Novembro de 1999 | Hong Kong | 0 – 14 | Coreia do Sul | Panaad Stadium, Bacólod |
|                        |           |        |               |                         |

### Grupo C
| Selecção    | J | V | E | D | GM | GS | Pts |
| ----------- | - | - | - | - | -- | -- | --- |
| Japão       | 4 | 4 | 0 | 0 | 34 | 1  | 12  |
| Uzbequistão | 4 | 3 | 0 | 1 | 9  | 6  | 9   |
| Tailândia   | 4 | 2 | 0 | 2 | 6  | 10 | 6   |
| Filipinas   | 4 | 1 | 0 | 3 | 5  | 8  | 3   |
| Nepal       | 4 | 0 | 0 | 4 | 1  | 30 | 0   |

| 8 de Novembro de 1999 | Japão | 9 – 0 | Tailândia | Iloilo |
|                       |       |       |           |        |

| 8 de Novembro de 1999 | Filipinas | 5 – 0 | Nepal | Iloilo |
|                       |           |       |       |        |

| 10 de Novembro de 1999 | Uzbequistão | 1 – 5 | Japão | Iloilo |
|                        |             |       |       |        |

| 10 de Novembro de 1999 | Tailândia | 5 – 0 | Nepal | Iloilo |
|                        |           |       |       |        |

| 12 de Novembro de 1999 | Nepal | 0 – 14 | Japão | Iloilo |
|                        |       |        |       |        |

| 12 de Novembro de 1999 | Filipinas | 0 – 1 | Uzbequistão | Iloilo |
|                        |           |       |             |        |

| 14 de Novembro de 1999 | Filipinas | 0 – 6 | Japão | Iloilo |
|                        |           |       |       |        |

| 14 de Novembro de 1999 | Tailândia | 0 – 1 | Uzbequistão | Iloilo |
|                        |           |       |             |        |

| 16 de Novembro de 1999 | Uzbequistão | 6 – 1 | Nepal | Iloilo |
|                        |             |       |       |        |

| 16 de Novembro de 1999 | Filipinas | 0 – 1 | Tailândia | Iloilo |
|                        |           |       |           |        |

## Fases finais
|  | Semifinais               | Semifinais               |   |                          | Final                    | Final |  |
|  |                          |                          |   |                          |                          |       |  |
|  | 19 de Novembro - Bacólod |                          |   |                          |                          |       |  |
|  | Coreia do Norte          | 0                        |   |                          |                          |       |  |
|  | China                    | 3                        |   |                          |                          |       |  |
|  |                          |                          |   |                          |                          |       |  |
|  |                          |                          |   |                          | 21 de Novembro - Bacólod |       |  |
|  |                          |                          |   |                          | China                    | 3     |  |
|  |                          | Taipé Chinês             | 0 |                          |                          |       |  |
|  |                          |                          |   |                          |                          |       |  |
|  |                          |                          |   |                          |                          |       |  |
|  |                          |                          |   |                          | Terceiro lugar           |       |  |
|  | 19 de Novembro - Bacólod | 19 de Novembro - Bacólod |   | 21 de Novembro - Bacólod | 21 de Novembro - Bacólod |       |  |
|  | Japão                    | 0                        |   | Coreia do Norte          | 3                        |       |  |
|  | Taipé Chinês             | 2                        |   |                          | Japão                    | 2     |  |

### Semifinais
| 19 de Novembro de 1999 | Coreia do Norte | 0 – 3 | Japão                                          | Panaad Stadium, Bacólod |
|                        |                 |       | Wang Liping 18' · Liu Ailing 56' · Sun Wen 77' |                         |

| 19 de Novembro de 1999 | Japão | 0 – 2 | Taipé Chinês                               | Panaad Stadium, Bacólod |
|                        |       |       | Chen Shu-chiung 31' (g.p.) · Lin Chi-i 33' |                         |

### Terceiro lugar
| 21 de Novembro de 1999 | Coreia do Norte | 3 – 2 | Japão | Panaad Stadium, Bacólod |
|                        |                 |       |       |                         |

### Final
| 21 de Novembro de 1999 | China                             | 3 – 0 | Taipé Chinês | Panaad Stadium, Bacólod |
|                        | Wang Liping 17' · Liu Yin 43' 44' |       |              | Árbitro: Mayumi Oiwa    |

## Premiações

### Campeãs
| Copa da Ásia de Futebol Feminino 1999 |
| ------------------------------------- |
| CHINA Campeãs (7º título)             |